# Неокесарійська єпархія
Неокесарійська єпархія в Понті - закрита кафедра Константинопольського патріархату (грец.: Μητρόπολις Νεοκαισαρείας; Mitrópolis Neokaisareias) і титулярна церква в Католицькій церкві (лат.: Archidioecesis Neocaesariensis in Ponto).

## Історія
Неокесарія, що відповідає нинішньому місту Ніксар в Туреччині, була стародавньою єпархією в римській провінції Понт-Полемоніак, заснована в III столітті і зведена до столичної кафедри в IV столітті. Вона входила до Константинопольського патріархату.
Римський мартиролог згадує про таких святих і мучеників Неокесарії Понтійської: Троадій (2 березня), Єпископа Афінодора (7 листопада), Григорія Чудотворця (17 листопада). У Vetus Martyrologium Romanum також згадується Макрин (14 січня).
У «Notitia Episcopatuum» псевдо-Епіфанія, складеному за правління імператора Іраклія I (близько 640 р.), кафедра Неокесарії занесена на 17-е місце в ієрархічному порядку митрополій Константинопольського патріархату; в цій Notitia їй приписуються чотири суфраганські єпархії: Трапезонда, Серасонте, Полемонія і Комана.
У Notitia Episcopatuum, що приписується імператору Леву VI (початок Х ст .), становище провінції дещо змінилося: Неоцесарія перейшла на 18 місце серед митрополій Константинопольського патріархату; суфраганські єпархії — це Серасонте, Полемонія та Комана; згадується нове місце, відсутнє в Notitia трьома століттями раніше, а саме Різео, автокефальна архієпископія. Трапезундська архієпархія з VIII століття була зведена в ранг митрополії; у Нотиції знаходиться на 33 місці серед митрополій патріархату.
Серед його єпископів особливо пам’ятається святий Григорій, відомий як тауматург, і видатний богослов. Між 314 і 315 роками в Неокесарії відбувся Синод єпископів, з яких залишилося п’ятнадцять канонів щодо церковної дисципліни.
Під час османської окупації регіону митрополити перенесли свою резиденцію спочатку в Токат, а потім в Уніє . 19 січня 1630 року Константинопольський патріарший синод ухвалив рішення про закриття митрополії Гангра та її об'єднання з Неокесарією, територія якої, таким чином, стала двома несуміжними частинами, відокремленими від території метрополії Амасеї.
Архієпархія проіснувала до XX століття. Після Лозаннського договору, щоб покласти край греко-турецькій війні, у 1923 р . був здійснений обмін населенням між Грецією та Туреччиною, що призвело до повного зникнення присутності православних християн на території архиєпархії.
З XVII століття Неокесарія в Понті вважалася одним з титульних архієпископських осідків Католицької Церкви; місце було вакантним з 30 липня 1967 року.

## Хронотаксис архієпископів
- Св. Григорій Чудотворець † (близько 240 - 264 відійшов у відставку)
- Лонгин † (до 314 - після 325 р.)
- Теодол † (згадка 344 р.)
- Святий Мусоній † (за часів Василя Великого
- Атарбій † (згадується в 381 р.)
- Доротей † (до 448 - після 451 р.)
- Евіппій † (згадується в 458 р.)
- Боспор † (до 536 - після 553 р.)
- Костянтин † (до 691 - після 692 р.)[9]
- Григорій II † (до 754 - після 787 р.)[10]
- Святий Тома † (? - помер близько 812 р.)[11]
- Стіліан † (приблизно до 880 - після 886 р.)
- Михаїл † (IX ст.)[12]
- Костянтин † (IX / Х ст.)[13]
- Леонтій † (IX / Х ст.)[14]
- Захарія † (Х ст.)[15]
- Василій † (документовано між 920 і 944/945 рр.)[16]
- Никифор † (документовано між 927 і 931 рр.)[17]
- Миколай † (документовано між Х і XI ст.)[18]
- Анонім † (Х-XI ст.)[19]
- Анонім † (згадка 1017 р.)
- Анонім † (згадка 1023 р.)[20]
- Теофан (або Теофілат) † (до 1024 - після 1028 р.)
- Анонім † (перша половина XI ст.)

## Хронотаксис титулярних архієпископів
Єпископів Неокесарії Понтійської плутають з єпископами Неокесарії Сирійської та Неокесарії Віфінійської, оскільки в наведених джерелах хронотаксис трьох місць не відрізняється.
- Маріо Альберіцці † (19 січня 1671 — 27 травня 1675 призначений кардиналом-пресвітером Сан-Джованні а Порта-Латина)
- Грегоріо Джузеппе Гаетані де Арагонія † (24 лютого 1676 — 2 травня 1695 призначений титулярним патріархом Александрії)
- Алессандро Сфорца † (13 червня 1695 - ? померла)
- Помпео Альдрованді † (5 жовтня 1716 — 23 березня 1729 призначений титулярним патріархом Єрусалиму)
- Буенавентура Кордова Еспіноса де ла Серда † (6 квітня 1761 — 26 червня 1769 призначений кардиналом-пресвітером Сан-Лоренцо-ін-Панісперна) [21]
- Джироламо Вольпі † (16 вересня 1776 р. - ? помер)
- Антоніо Бальдіні † (помер 21 лютого 1820 — 8 травня 1830 )
- Маттео Євстакіо Гонелла † (20 травня 1850 — 22 червня 1866 призначений єпископом Вітербо)
- Едвард Генрі Говард † (25 червня 1872 — 12 березня 1877 призначений кардиналом-пресвітером святих Івана і Павла)
- Гаетано Алоїзі Мазелла † (22 травня 1877 — 14 березня 1887 призначений кардиналом-пресвітером Сан-Томмазо-ін-Паріоне)
- П'єр-Жан-Жозеф Субранн † (помер 25 листопада 1887 - 18 червня 1893)
- Джузеппе Шіро † (помер 29 листопада 1895 — 1 серпня 1927)
- Джакомо Монтанеллі † (23 листопада 1928 — 17 лютого 1929, наступник архієпископа Верчеллі)
- Антонін-Фернан Драп'є, OP † (7 жовтня 1929 - 30 липня 1967 помер)

## Зовнішні посилання
- (англ.) La sede titolare nel sito di www.catholic-hierarchy.org
- (англ.) La sede titolare nel sito di www.gcatholic.com
- (англ.) Terezakis Yorgos, Diocese of Neocaesarea (Ottoman Period), Εγκυκλοπαίδεια Μείζονος Ελληνισμού - Μικρά Ασία (Enciclopedia del mondo ellenico - Asia minore), 2005